# 타이멕스 싱클레어 1000

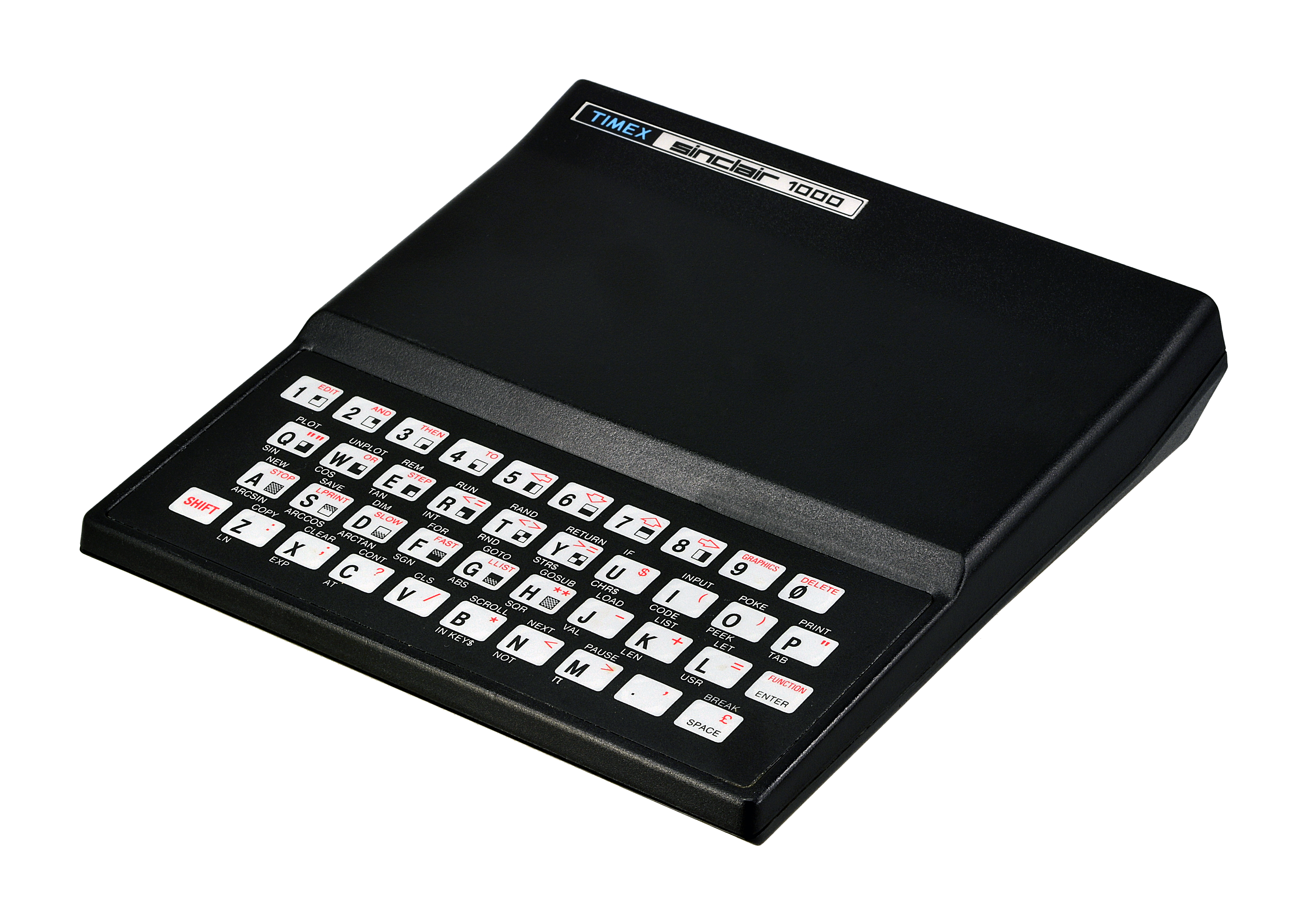

타이멕스 싱클레어 1000(Timex Sinclair 1000) 또는 T/S 1000은 타이멕스와 싱클레어 리서치의 합작 회사인 타이멕스 싱클레어가 생산한 최초의 컴퓨터이다. 1982년 7월에 출시되었으며 미국 판매 가격은 US$99.95로 당시 가장 저렴한 가정용 컴퓨터였다. "100달러 미만의 최초의 컴퓨터"로 광고되었다. 이 컴퓨터는 일반 가정 사용자를 대상으로 했다. 구입 당시 T/S 1000은 완벽하게 조립되어 비디오 모니터 역할을 하는 가정용 TV에 연결할 준비가 되어 있었다. T/S 1000은 유럽 TV용 PAL 대신 북미 TV용으로 NTSC RF 변조기를 갖춘 싱클레어 ZX81의 약간 수정된 버전이었다. T/S 1000은 온보드 RAM을 1KB에서 2KB로 두 배 늘렸다. 카트리지 포트를 통해 16KB까지 추가 확장 가능하다. T/S 1000의 케이스는 내부 차폐가 약간 더 많았지만 멤브레인 키보드를 포함하여 싱클레어의 케이스와 동일하게 유지되었다. T/S 1000은 ZX81과 마찬가지로 그래픽이 흑백이고 소리가 나지 않았다.
1983년에는 16KB RAM 확장 기능을 통합하고 가격이 더 낮은(US$80) 향상된 버전인 타이멕스 싱클레어 1500(Timex Sinclair 1500, 즉 T/S 1500)이 출시되었다. 그러나 T/S 1500은 당시 코모도어, 라디오셱, 아타리 및 애플이 시장을 장악하고 있었기 때문에 시장에서 성공하지 못했다.